# Chascanopsetta crumenalis
Chascanopsetta crumenalis és un peix teleosti de la família dels bòtids i de l'ordre dels pleuronectiformes.

## Hàbitat
Es troba entre 443 i 640 m de fondària.

## Distribució geogràfica
Es troba a les costes de Hawaii.